# Doka Kaka
Doka Kaka is een bestuurslaag in het regentschap West-Soemba van de provincie Oost-Nusa Tenggara, Indonesië. Doka Kaka telt 1661 inwoners (volkstelling 2010).